# Società Sportiva Fiammamonza 1995-1996
Questa voce raccoglie le informazioni riguardanti la Società Sportiva Fiammamonza nelle competizioni ufficiali della stagione 1995-1996.

## Organigramma societario
Area direttiva
- Vice Presidente: Fabrizio Levati
- Vice Presidente: Gennaro Aprea
- Segretaria: Simona Cerizza

Area sanitaria
- Medico sociale: Mariella Ceraso

## Rosa
Rosa aggiornata all'inizio della stagione.
| N. |                   | Ruolo | Calciatrice        |
| -- | ----------------- | ----- | ------------------ |
|    | Italia (bandiera) | D     | Milena Bertolini   |
|    | Italia (bandiera) | C     | Cristina Capretta  |
|    | Italia (bandiera) | D     | Laura Cascella     |
|    | Italia (bandiera) | P     | Sara Cattaneo      |
|    | Italia (bandiera) | D     | Simona Consonni    |
|    | Italia (bandiera) | C     | Stefania Cordone   |
|    | Italia (bandiera) | C     | Federica D'Astolfo |
|    | Italia (bandiera) | D     | Nicoletta Franco   |
|    | Italia (bandiera) | D     | Maura Furlotti     |

| N. |                   | Ruolo | Calciatrice        |
| -- | ----------------- | ----- | ------------------ |
|    | Italia (bandiera) | C     | Carla Giorgetti    |
|    | Italia (bandiera) | C     | Graziella Giovine  |
|    | Italia (bandiera) | A     | Maria Rita Guarino |
|    | Italia (bandiera) | D     | Cristina Negrini   |
|    | Italia (bandiera) | A     | Debora Novelli     |
|    | Italia (bandiera) | C     | Liliana Paggi      |
|    | Italia (bandiera) | D     | Roberta Russo      |
|    | Italia (bandiera) | A     | Silvia Tagliacarne |